# Esqui alpino na Universíada de Inverno de 2009
As competições de esqui alpino na Universíada de Inverno de 2009 serão disputadas no Resort de esqui Yabuli em Harbin, China entre 20 e 27 de fevereiro de 2009.

## Calendário
| Esqui alpino               | Fevereiro | Fevereiro | Fevereiro | Fevereiro | Fevereiro | Fevereiro | Fevereiro | Fevereiro | Fevereiro | Fevereiro | Fevereiro | Fevereiro |
| Esqui alpino               | 17        | 18        | 19        | 20        | 21        | 22        | 23        | 24        | 25        | 26        | 27        | 28        |
| -------------------------- | --------- | --------- | --------- | --------- | --------- | --------- | --------- | --------- | --------- | --------- | --------- | --------- |
| Descida livre - masculino  |           |           |           | 1         |           |           |           |           |           |           |           |           |
| Supergigante - masculino   |           |           |           |           |           |           | 1         |           |           |           |           |           |
| Slalom - masculino         |           |           |           |           |           |           |           |           |           |           | 1         |           |
| Slalom gigante - masculino |           |           |           |           |           |           |           |           | 1         |           |           |           |
| Combinado - masculino      |           |           |           |           |           |           |           |           |           |           | 1         |           |
| Descida livre - feminino   |           |           |           | 1         |           |           |           |           |           |           |           |           |
| Supergigante - feminino    |           |           |           |           |           |           | 1         |           |           |           |           |           |
| Slalom - feminino          |           |           |           |           |           |           |           |           |           | 1         |           |           |
| Slalom gigante - feminino  |           |           |           |           |           |           |           | 1         |           |           |           |           |
| Combinado - feminino       |           |           |           |           |           |           |           |           |           |           | 1         |           |

|  | Treino não oficial |  | Treino oficial |  | Dia de competição |  | Dia de final |

## Medalhistas
Esses foram os resultados dos medalhistas:
| Evento                    | Ouro             | Prata                 | Bronze              |
| ------------------------- | ---------------- | --------------------- | ------------------- |
| Descida livre - masculino | SUI Sandro Boner | AUT Michael Sablatnik | SUI Christoph Boner |
| Descida livre - feminino  | SUI Tamara Wolf  | SUI Mirena Kueng      | JPN Chika Kato      |

## Quadro de medalhas
| Ordem | País        | Medalha de ouro | Medalha de prata | Medalha de bronze |   |
| ----- | ----------- | --------------- | ---------------- | ----------------- | - |
| 1     | SUI Suíça   | 2               | 1                | 1                 | 4 |
| 2     | AUT Áustria |                 | 1                |                   | 1 |
| 3     | JPN Japão   |                 |                  | 1                 | 1 |
| TOTAL | TOTAL       | 2               | 2                | 2                 | 6 |

## Masculino

### Descida livre
Esses são os resultados:
| Pos. | Atleta                 | Tempo final | Pontos |
| ---- | ---------------------- | ----------- | ------ |
|      | SUI Sandro Boner       | 1m35s39     | 0,00   |
|      | AUT Michael Sablatnik  | 1m35s48     | 1,25   |
|      | SUI Christoph Boner    | 1m35s56     | 2,35   |
| 4    | ITA Marc Perathoner    | 1m36s32     | 12,87  |
| 5    | ITA Eugenio Marsaglia  | 1m36s42     | 14,25  |
| 6    | JPN Takuya Watanabe    | 1m36s67     | 17,71  |
| 7    | POL Maciej Bydlinski   | 1m36s78     | 19,23  |
| 8    | FRA Jonathan Midol     | 1m36s91     | 21,03  |
| 9    | SVK Jaroslav Babusiak  | 1m37s05     | 22,97  |
| 10   | FRA Cedric Roger       | 1m37s48     | 28,92  |
| 11   | SLO Luka Zajc          | 1m37s53     | 29,61  |
| 12   | SLO Tadej Zorko        | 1m37s61     | 30,72  |
| 13   | SLO Filip Mlinsek      | 1m37s63     | 31,00  |
| 14   | ITA Francesco Ghedina  | 1m37s77     | 32,93  |
| 15   | JPN Takahiro Oikawa    | 1m37s78     | 33,07  |
| 16   | JPN Isato Matsumoto    | 1m38s00     | 36,12  |
| 17   | SUI Aron Blaesi        | 1m38s09     | 37,36  |
| 18   | GBR John Campbell      | 1m38s45     | 42,34  |
| 19   | GBR Jack Evans         | 1m38s51     | 43,17  |
| 20   | RUS Mikhail Ivanov     | 1m38s71     | 45,94  |
| 21   | GBR Nicolas Robinson   | 1m38s73     | 46,22  |
| 22   | JPN Masashi Hanada     | 1m38s90     | 48,57  |
|      | CZE Rostislav Cerovsky | 1m38s90     | 48,57  |
| 24   | RUS Evgeni Pinaev      | 1m39s00     | 49,95  |
| 25   | ITA Aldo Ballabio      | 1m39s12     | 51,62  |
| 26   | SUI Patrick Boner      | 1m39s14     | 51,89  |
| 27   | JPN Sho Sato           | 1m39s20     | 52,72  |
| 28   | CZE Josef Kelemen      | 1m39s26     | 53,55  |
| 29   | GBR Harry Brown        | 1m39s29     | 53,97  |
| 30   | CZE Martin Pisa        | 1m39s54     | 57,43  |
| 31   | LAT Roberts Rode       | 1m39s79     | 60,89  |
| 32   | UKR Rostyslav Feshchuk | 1m40s22     | 66,84  |
| 33   | SVK Simon Stancel      | 1m40s25     | 67,25  |
| 34   | LAT Einars Lansmanis   | 1m40s68     | 73,20  |
| 35   | ITA Cesare Prati       | 1m40s76     | 74,31  |
| 36   | GBR Craig Macfie       | 1m41s13     | 79,43  |
| 37   | GBR Jas Bruce          | 1m43s00     | 105,31 |
| 38   | HUN Marton Bene        | 1m45s14     | 134,92 |
| 39   | SRB Masan Milicic      | 1m48s86     | 186,40 |
|      | SLO Jan Debeljak       | DNF         |        |
|      | JPN Ryuunosuke Ohkoshi | DNF         |        |

## Feminino

### Descida livre
Esses são os resultados:
| Pos. | Atleta                         | Tempo final | Pontos |
| ---- | ------------------------------ | ----------- | ------ |
|      | SUI Tamara Wolf                | 1m39s35     | 0,00   |
|      | SUI Mirena Kueng               | 1m40s50     | 15,28  |
|      | JPN Chika Kato                 | 1m40s56     | 16,08  |
| 4    | ITA Maria Camilla Fraschini    | 1m40s76     | 18,73  |
| 5    | CZE Pavla Klicnarova           | 1m41s68     | 30,96  |
| 6    | FRA Pauline-Flor Socquet-Clerc | 1m41s78     | 32,29  |
| 7    | CZE Lucie Hrstkova             | 1m42s79     | 45,71  |
| 8    | RUS Maria Cherepanova          | 1m43s12     | 50,09  |
| 9    | RUS Irina Anferova             | 1m43s35     | 53,15  |
| 10   | RUS Anastasya Chirzova         | 1m43s37     | 53,41  |
| 11   | ITA Carlotta Capello           | 1m43s64     | 57,00  |
| 12   | ITA Eleonora Gussetti          | 1m43s76     | 58,59  |
| 13   | HUN Anna Berecz                | 1m43s80     | 59,12  |
| 14   | JPN Kaori Mizukuchi            | 1m44s52     | 68,69  |
| 15   | SVK Petra Gantnerova           | 1m44s53     | 68,82  |
| 16   | CZE Veronika Bubakova          | 1m45s00     | 75,07  |
| 17   | FRA Sara Taberlet              | 1m45s08     | 76,13  |
| 18   | CZE Zuzana Charvatova          | 1m45s20     | 77,73  |
| 19   | JPN Mari Kato                  | 1m45s24     | 78,26  |
| 20   | SUI Natalia Cornaz             | 1m45s66     | 83,84  |
| 21   | JPN Misato Kaneko              | 1m45s92     | 87,29  |
| 22   | RUS Valeria Nadei              | 1m46s36     | 93,14  |
| 23   | ITA Lucia Capitani             | 1m46s82     | 99,25  |
| 24   | UKR Bogdana Matsotska          | 1m47s39     | 106,82 |
| 25   | SLO Nika Horvat                | 1m47s71     | 111,07 |

### Combinado
Legenda
| Recorde mundial        | Recorde mundial (World record)               |                       | Recorde africano                      | Recorde africano (African) |                                           | Q | Classificado por posição (Qualified) |
| Recorde da Universíada | Recorde da Universíada (Universiade record)  | Recorde da América    | Recorde da América (Americas)         | q                          | Classificado por melhor tempo (Qualified) |   |                                      |
| Melhor marca do ano    | Melhor marca do ano (World leading)          | Recorde asiático      | Recorde asiático (Asian)              | DNS                        | Não largou (Did not start)                |   |                                      |
| Recorde nacional       | Recorde nacional (National record)           | Recorde europeu       | Recorde europeu (European)            | DNF                        | Não terminou (Did not finish)             |   |                                      |
| Recorde pessoal        | Recorde pessoal do atleta (Personal best)    | Recorde da Oceania    | Recorde da Oceania (Oceania)          | DSQ / DQ                   | Desclassificado (Disqualified)            |   |                                      |
| Recorde da temporada   | Recorde da temporada do atleta (Season best) | Recorde sul-americano | Recorde sul-americano (South America) | NM                         | Sem marca (No mark)                       |   |                                      |